# Thalusia atrata
Thalusia atrata är en skalbaggsart som först beskrevs av Julius Melzer 1918.  Thalusia atrata ingår i släktet Thalusia och familjen långhorningar. Inga underarter finns listade i Catalogue of Life.